# Lastreopsis marginans
Lastreopsis marginans là một loài dương xỉ trong họ Dryopteridaceae. Loài này được Sm. & Tindale mô tả khoa học đầu tiên năm 1957.
Danh pháp khoa học của loài này chưa được làm sáng tỏ. 